# 大分県住宅供給公社
大分県住宅供給公社（おおいたけんじゅうたくきょうきゅうこうしゃ）は、大分県にある地方住宅供給公社である。

## 概要
住宅や宅地の分譲事業、公社賃貸住宅や駐車場や店舗施設等の賃貸・管理業務、公営住宅の管理業務を行っている。公営住宅については、県営住宅（全戸）及び大分市営住宅（一部）を指定管理者として、また、佐伯、竹田及び豊後高田市営住宅を管理代行者・指定管理者として管理している。
従来は住宅・宅地分譲が業務の中核であったが、現在残っている団地を2016年度までに販売して分譲事業を終了する予定であり、現在は、公営住宅の管理業務の拡充に力を入れている
組織上は、2001年に、本公社と大分県道路公社、大分県土地開発公社の3公社が統合されて大分県地域づくり機構となり、事務局が共通化されたが、その後も大分県住宅供給公社という名称のもとで業務を継続している。

## 沿革
- 1965年（昭和40年） - 地方住宅供給公社法に基づき、大分県が大分県住宅供給公社を設立。
- 2001年（平成13年） - 本公社と大分県道路公社、大分県土地開発公社の3公社が統合されて大分県地域づくり機構となる。
- 2006年度（平成18年度） - 県営住宅全戸（8,671戸）の指定管理者となる。

## 駐在所
- 県営住宅管理部（大分市城崎町2-3-32） - 大分市、由布市を管轄
- 別府駐在所（別府市大字鶴見字下田井14-1） - 別府市、杵築市、国東市、姫島村、日出町を管轄
- 県南駐在所（佐伯市長島町１－２－１） - 佐伯市、臼杵市、津久見市を管轄
- 豊肥駐在所（豊後大野市三重町大字市場1123） - 豊後大野市、竹田市を管轄
- 日田駐在所（日田市城町1-1-10） - 日田市、玖珠町、九重町を管轄
- 県北駐在所（中津市中央町1-5-16） - 中津市、宇佐市、豊後高田市を管轄[5]

## 主な宅地
- 明野団地 - 大分県大分市
- 判田台 - 大分県大分市
- 向陽台 - 大分県国東市